# شريفا
شريفا قرية في ناحية قرى مركز الحفة التابعة لمنطقة الحفّة في محافظة اللاذقية. بلغ عدد سكانها 1204 نسمة عام 2004.